# Wiebke Osigus
Wiebke Osigus (* 27. Juni 1981 in Aurich) ist eine deutsche Politikerin (SPD). Seit 2017 ist sie Mitglied des Niedersächsischen Landtages. Von 2022 bis 2025 war sie Ministerin für Bundes- und Europaangelegenheiten und Regionale Entwicklung im Kabinett Weil III und zugleich Bevollmächtigte des Landes Niedersachsen beim Bund.

## Ausbildung und Beruf
Wiebke Osigus studierte Rechtswissenschaften in Bremen und Hamburg und absolvierte das Referendariat in Schleswig-Holstein. Sie ist Volljuristin und seit 2008 als Rechtsanwältin tätig. Zusätzlich arbeitet sie seit 2014 als Mediatorin bei einer Anwaltskanzlei in Hannover. Die Zulassung und Tätigkeit von Osigus als Rechtsanwältin ruht gemäß Art. 34 Nds. Verfassung und § 47 BRAO seit ihrer Ernennung zur Ministerin.

## Politik
Osigus ist seit 2015 Mitglied der SPD. Bei der Kommunalwahl in Niedersachsen am 11. September 2016 trat sie zum ersten Mal erfolgreich bei Wahlen an. Sie war Mitglied des Ortsrats Mandelsloh und Sprecherin der SPD-Ortsratfraktion. In einem parteiinternen Auswahlverfahren zur Landtagskandidatur setzte sich Osigus gegen den damals amtierenden Abgeordneten der SPD, Mustafa Erkan, durch.
Am 15. Oktober 2017 wurde sie als direkt gewählte Abgeordnete des Wahlkreises Neustadt/Wunstorf in den Niedersächsischen Landtag gewählt und nahm damit Sebastian Lechner (CDU) das Direktmandat ab. Dies war der erste Sieg der SPD in diesem Wahlkreis seit 1998. Dort vertrat sie in der 18. Wahlperiode die SPD-Landtagsfraktion als Sprecherin für Angelegenheiten des Verfassungsschutzes, Extremismus und Antisemitismus und als stellvertretende Sprecherin für Rechts- und Verfassungsfragen. Sie war Mitglied im Fraktionsvorstand der SPD-Landtagsfraktion und Sprecherin ihrer Fraktion in der Enquetekommission gegen Kindesmissbrauch und sexualisierte Gewalt an Kindern.
Seit 2018 führte sie die SPD Neustadt und ist seitdem Mitglied im SPD-Bezirksvorstand Hannover. Bei der Kommunalwahl 2021 gewann sie erneut direkt das Ortsratsmandat und wurde als Fraktionssprecherin bestätigt. Die Partei vor Ort führte sie bis 2024 weiterhin an der Spitze und wurde zudem erneut in den SPD-Bezirksvorstand wiedergewählt.
Bei der Landtagswahl in Niedersachsen 2022 konnte sie das Direktmandat verteidigen und setzte sich damit erneut gegen Lechner durch.
Am 8. November 2022 wurde Osigus zudem zur Niedersächsischen Ministerin für Bundes- und Europaangelegenheiten und Regionale Entwicklung im Kabinett Weil III ernannt. Mit der Kabinettsumbildung unter Olaf Lies wurde ihr Ministerium am 20. Mai 2025 aufgelöst; sie schied aus dem Kabinett aus.

## Politische Positionen

### Regionale Entwicklung
Wiebke Osigus setzt sich für gleichwertige Lebensverhältnisse „unabhängig von der Postleitzahl“ ein. Niemand solle das Gefühl haben, abgehängt zu werden. Außerdem fordert sie von der EU, die Stärkung der ländlichen Räume als deutliches Ziel zu formulieren und die nötigen Mittel und Förderinstrumente bereitzustellen. Als Regionalentwicklungsministerin verantwortet Wiebke Osigus auch zahlreiche Förderprogramme für Niedersachsen.

### Regionalpolitik der Europäischen Union
Im Hinblick auf die Regionalpolitik der Europäischen Union fordert Osigus, die bewährten Förderprinzipien beizubehalten. So sollen die EU-Fördermittel in den Regionen verwaltet werden und die Kohäsionspolitik angesichts ihrer Bedeutung für starke zukunftsfähige Regionen eine höhere finanzielle Ausstattung bekommen. Außerdem brauche es flexible und an den tatsächlichen Bedarfen der Regionen ausgerichtete Förderprogramme, die regional verwaltet und im engen Schulterschluss mit den Experten vor Ort eingesetzt werden können. Ihre Forderungen hat Osigus in einem „Acht-Punkte-Plan für eine moderne EU-Kohäsionspolitik“ zusammengefasst.

### Zentrale Stelle Förderwesen
Die Landesregierung will die Landesförderung in Niedersachsen konsequent vereinfachen. Hierfür hatte ein bereits im Oktober 2023 eingerichteter Interministerieller Arbeitskreis (IMAK) konkrete Handlungsempfehlungen erarbeitet. Das betrifft zum Beispiel die Vereinfachung von Verfahren und Entscheidungen, die Ermöglichung von pauschalen Zahlungen ohne aufwändiges Antragsverfahren und die Reduzierung von Förderregularien. Bestehende Förderstrukturen sollen weiterentwickelt und neue von Anfang an vereinfacht werden. Eine „Zentrale Stelle Förderwesen“ im Ministerium für Bundes- und Europaangelegenheiten und Regionale Entwicklung soll zentral für alle Ressorts der Landesregierung die Konzeption und Gestaltung von Richtlinien koordinieren und begleiten. Osigus beschreibt die Maßnahmen als „größte zusammenhängende Reform des niedersächsischen Förderwesens seit Jahrzehnten“.

### Digitalpolitik
Osigus fordert von der EU-Kommission eine „konsequente Durchsetzung des Digital Services Act der EU“. Außerdem kritisiert sie Social-Media-Plattformen wie X (ehemals Twitter). „Wenn Elon Musk so an X schraubt, dass radikale Inhalte mehr Reichweite erhalten und möglicherweise sogar Wahlen beeinflussen können, zeigt das, wie gefährlich soziale Netzwerke als Spielzeug gelangweilter Milliardäre werden können“, wird Osigus in der Hannoverschen Allgemeinen Zeitung zitiert. Osigus wirbt zudem für sogenannte Fakefilter und verpflichtende Quellenangaben als Orientierungshilfen in sozialen Netzwerken.

### Reform der EU
Wiebke Osigus fordert eine grundlegende Debatte über die Strukturen, Aufgaben und Ziele der EU. Laut Osigus muss sich die EU reformieren, denn „nur eine reformierte EU kann erfolgreich wachsen“. So dürfe die Zahl der Kommissionsmitglieder und die Größe des EU-Parlaments nicht weiter steigen und das Einstimmigkeitsprinzip müsse weiter zurückgefahren werden. Zudem fordert Osigus, dass die EU-Kommission mit dem Abbau von Berichtspflichten Ernst machen und die Anträge auf Fördermittel einfacher gestalten müsse.